# Alfred von Biber-Palubicki
Alfred von Biber-Palubicki, auch Biber-Palubitzki (* 21. September 1836 in Gnesen, Provinz Posen; † 28. November 1908 in Düsseldorf), war ein deutscher Genre- und Landschaftsmaler der Düsseldorfer Schule.

## Leben
Alfred von Biber-Palubicki war jüngster von drei Söhnen des preußischen Obersten Karl Joseph Julius Christian Leopold von Biber-Palubicki (* 22. Februar 1795; † 26. Dezember 1876) aus dessen Ehe mit Bertha Philippine Luise, geborene von Lossau (* 26. Februar 1806), einer Tochter des preußischen Generals Constantin von Lossau. Er wuchs auf dem väterlichen Landgut in Liebenhoff auf, das sich seit 1782 im Familienbesitz befand.
In Düsseldorf erhielt von Biber-Palubicki Privatunterricht bei den Landschaftsmalern Ludwig Hugo Becker und Christian Kröner. Dort war er bis zu seinem Tod als Kunstmaler tätig. Er war Mitglied des Künstlervereins Malkasten. Am 18. Dezember 1880 heiratete er in Düsseldorf Emilie „Emmy“ Schultze (* 7. Oktober 1861 zu Düsseldorf; † 15. Januar 1920 ebenda), der der Komponist Günther Bartel 1899 das Lied Mein Schätzelein widmete. Das Paar hatte zwei Söhne und eine Tochter.
Von Biber-Palubicki stellte seine Landschaften in der Galerie von Eduard Schulte in Düsseldorf aus. 1895 war er auf der Großen Berliner Kunstausstellung vertreten. Ein Gemälde befindet sich in der Sammlung des Rheinischen Landesmuseums Trier.